# Haugen (Wisconsin)
Haugen è un villaggio degli Stati Uniti d'America, situato in Wisconsin, nella contea di Barron.